# Екол нормал
Екол нормал (на френски: École normale supérieure, ENS), срещано и като Висше еталонно училище, е вид висше училище във Франция, Италия и Белгия. Във Франция съществуват 4 такива училища: в Париж, Кашан (предградие на Париж) и две в Лион. Екол нормал в Пиза е основано от Наполеон на 18 октомври 1810 г. Когато терминът се използва без уточнение, най-често става въпрос за Екол нормал на ул. „Улм“ в Париж.

## История
Първото висше нормално училище е образувано в третата година след Великата френска революция. Целта на училището при създаването му е да бъдат подготвени висококвалифицирани преподаватели, които да предадат идеите на революцията в цяла Франция. Първоначално училището е настанено в сградата на Природонаучния музей в Париж, която се оказва малка за първия випуск на училището. В него преподават най-известните учени на епохата: Пиер-Симон Лаплас, Жозеф Луи Лагранж, Клод Луи Бертоле, Гаспар Монж и др. Въпреки това, финансирането на училището продължава само 4 месеца, след което то е затворено.
Екол нормал е образувано повторно с декрет на Наполеон на 17 март 1808 и отваря врати през 1810. На 4 ноември 1847 училището се нанася в сграда на улица „Улм“ в Латинския квартал в Париж.

## Другите висши нормални училища
Други екол нормал са образувани през 1881, когато е позволено жени да упражняват учителска професия:
- Екол нормал за млади девойки в Севър (на френски: École normale supérieure de jeunes filles (ENSJF) de Sèvres) и
- Екол нормал за технически науки (на френски: École normale supérieure de l'enseignement technique, ENSET), което по-късно става Екол нормал на Кашан (на френски: École normale supérieure de Cachan, ENSC).

През 1880 и 1882 са основани такива училища в парижките предградия Фонтене и Сен-Клу, които по-късно се обединяват и пренасят в Лион (днес Висше нормално училище (Лион) и École normale supérieure de Lettres et Sciences Humaines. Катедрата по филология и хуманитарни науки първоначално остава в Париж, но по-късно също се пренася в Лион, но като отделно училище).

## Скуола нормале в Пиза
През 1810 Наполеон основава Скуола нормале в Пиза, Италия (на италиански: Scuola Normale Superiore), като клон на Екол нормал на Париж. През 1862, една година след обединението на Италия, училището е преименувано на Scuola Normale del Regno d’Italia.

## В Белгия
В Белгия три педагогически висши училища съдържат в името си „Екол нормал“:
- ЕНКБВ, Отини-Лувен ла Ньов и Нивел
- Екол нормал, Брен льо Конт
- Екол нормал, Лиеж

## Прием и дейност
Въпреки че първоначалната цел на висшите нормални училища е обучението на преподаватели, днес от тях излизат учени, университетски преподаватели, висши функционери, бизнесмени и политици. Сред възпитаниците на училището има немалко нобелови лауреати и филдсови медалисти (всички френски носители на филдсови медали са възпитаници на ENS).
Като другите „големи училища“ (на френски: grandes е́coles) Висшите нормални училища приемат студенти, завършили 2-годишни подготвителни курсове (на френски: Classes préparatoires) или след 2-годишно обучение във висше училище. Годишният прием е около 100 души в природните и точните науки и 100 души в хуманитарните науки, постъпили след конкурсен изпит.
В Екол нормал на Париж (ENS-Paris) е седалището на „Организацията на сътрудниците“ на измисления френски математик Никола Бурбаки.

## Свободно съдържание
Голям брой конференции, повечето от които на научнопопулярно ниво, са качени в уебсайта на ENS-Paris. Немалко книги са достъпни в сайта на издателството на ENS-Paris

## Възпитаници

### На Екол нормал в Париж
Биолози
- Луи Пастьор

Физици
- Пол Ланжвен
- Ив Рокар
- Клод Коен-Тануджи
- Пиер Жил дьо Жен
- Габриел Липман
- Жан Перен
- Пол Сабатие
- Алфред Кастлер
- Албер Фер

Математици
- Еварист Галоа
- Жан Дарбу
- Пол Пенлеве
- Шарл Пикар
- Ели Картан
- Емил Борел
- Анри Льобег
- Андре Вейл
- Анри Картан
- Лоран Шварц
- Жан-Пиер Сер
- Рене Том
- Ален Кон
- Пиер-Луи Лион
- Лоран Лафорг
- Венделин Вернер

Философи и писатели
- Анри Бергсон
- Жан-Пол Сартър
- Симон Вейл
- Мишел Фуко
- Ромен Ролан
- Жан Жирарду
- Жул Ромен

Политици
- Жан Жорес
- Леон Блум
- Жорж Помпиду
- Ален Жупе

Историци
- Алфонс Олар

### На Екол нормал в Кашан
- Ален Аспе, физик

### На Скуола нормале в Пиза
- Енрико Ферми – физик, нобелов лауреат
- Карло Рубия – физик, нобелов лауреат
- Масимо Д'Алема – италиански политик,
- Вито Волтера – математик
- Гуидо Фубини – математик